# Homotherus pseudoporcelariae
Homotherus pseudoporcelariae är en stekelart som beskrevs av Heinrich 1971. Homotherus pseudoporcelariae ingår i släktet Homotherus och familjen brokparasitsteklar. Inga underarter finns listade i Catalogue of Life.